# Veszélyes jövő
A Veszélyes jövő (eredeti címe On the Beach) egy 2000-ban bemutatott kétrészes színes ausztrál–amerikai disztópikus romantikus filmdráma Russell Mulcahy rendezésében. A főszerepeket Armand Assante, Rachel Ward, Bryan Brown és Grant Bowler alakítják. A forgatókönyv alapja Nevil Shute angol író 1957-ben megjelent Az utolsó part című regénye. Mulcahy filmje Stanley Kramer 1959-es fekete-fehér filmdrámájának, Az utolsó part-nak modern remake-je. A történet a nukleáris világháború után játszódik, amikor az emberiség többsége már elpusztult, a túlélők is az elkerülhetetlenül közeledő véggel néznek szembe.

## Cselekmény
2006-ban, Tajvan kínai megszállását követően kitör a harmadik világháború az USA és Kína között. A kölcsönös nukleáris csapásokban mindkét ország elpusztul, a kialakult radioaktív kihullás minden embert megöl a Föld teljes északi féltekéjén. Az USS Charleston (SSN-704) atomtengeralattjáró, mely szintén részt vett a nukleáris rakétacsapásokban, a Csendes-óceán távoli vidékén, mélyre merülve átvészelte a katasztrófát. Az amerikai parancsnokságok megsemmisültek, a radioaktív felhő északról dél felé terjed. Towers kapitány Ausztrália legdélibb városa, Melbourne felé indul, hogy hajóját átadja az Ausztrál Királyi Haditengerészetnek. Útközben utasítást kap, hogy hozza magával Julian Osborne ausztrál nukleáris fizikust, aki egy szigetre visszavonulva készül utolsó napjaira. A vonakodó Osborne-t az amerikaiak bilincsbe verve viszik magukkal. A Melbourne-be menekült ausztrál kormány a fiatal Peter Holmes tengerészhadnagyot adja Towers mellé, összekötő tisztnek. Holmes meghívja Towerst vidéki házába, ahol megismerkedik Holmes ifjú feleségével Maryvel és kislányukkal, Jennyvel. A vendégek között van Mary nővére, Moira Davidson, egy vagány, alkoholista, magányos nő, Osborne ex-felesége. Moira beleszeret Towers kapitányba, bár neheztel rá a nukleáris katasztrófában való aktív közreműködéséért. Towers, akinek egész otthon hagyott családja meghalt az atomháborúban, nem tud felengedni, elzárkózik Moirától. Osborne hívatlanul megjelenik Holmes-éknál, zaklatja elhagyott feleségét, hogy fogadja őt vissza, de Moira elutasítja.
A kormány válságértekezletre hívja Towers-t, Orborne-t és Holmest és az egymással vitázó fizikus szakértőket. A radioaktív sugárzás szintje nő. Az északi partvidékről rádióamatőrök utolsó jelentései szerint a dél felé húzódó radioaktív felhő elérte Ausztráliát, Melbourne lakóinak is csak néhány hónapjuk maradt az életből. Egy fizikus szerint az északi féltekén csökkennie kell a sugárzásnak, és az Arktisz esetleg lakható marad. Osborne saját számításaira támaszkodva spekulációnak tartja kollégája elméletét. Szerinte az északi félteke egésze halott és az is marad. Az ausztrál Admiralitás közli, hogy az északi féltekéről, Alaszka térségéből gyenge, rosszul érthető digitális rádiójelzést fognak, mely esetleg túlélők segélykérése lehet. A rádiójel forrásának felderítésére a Charleston-t, Towers kapitány parancsnoksága alatt felderítő útra küldik az USA északnyugati partvidékére. Az ausztrál kormány terve szerint, ha az expedíció túlélőket talál, a tengeralattjáró visszatér Melbourne-be és mintegy ezer kiválasztott, egészséges fiatal embert elvisz magával Északra, akik biztosíthatnák az emberiség túlélését. Az Ausztráliában maradó lakosság elkerülhetetlenül elpusztul sugárbetegségben. A kockázat hatalmas: az oda- és visszaút legalább két hónapig tart, közben a sugárzás tovább nő. Bármilyen késlekedés a túlélésre kijelölt utolsó emberek életét veszélyezteti. Ha a hajó elvész az út során, akkor is elvész minden remény. A kormány nagy készletet halmoz fel „eutanázia-tablettákból” (vagy injekciókból), melyeket a sugárbetegég megjelenésekor osztanának ki a lakosságnak. Indulás előtt Holmes hadnagy feleségének és kislányának szerez ilyen „öngyilkos-gyógyszert”: arra az esetre, ha ő maga nem térne haza, és a halálos sugárzás elérné Melbourne-t. Mary, a fiatal anya elrémül a szörnyű kilátástól: ha az otthon maradottak sugárbetegséget kapnak, az anya feladata, hogy megmentse kisgyermekét a szenvedéstől és gyors, fájdalommentes halálba segítse.
Víz alatt megtett hosszú út után a tengeralattjáró eléri Alaszka partvidékét. A sugárzás halálos szintű. Towers kapitány és első tisztje védőruhában partra száll, hogy a behavazott városban megkeressék a rádióadót. Minden kihalt. Egy házban egy egész halott családot találnak, akik kollektív öngyilkosságot követtek el. Towers összeomlik: saját családja is így végezhette. Megtalálják az adás forrását: Egy tévéstúdió felvételét egy napelemes laptop próbálja folyamatosan továbbítani. Ha az ablakon besüt a nap, az adás megindul, ha árnyék vetül rá, megszakad. A halott stúdiós még ott ül gépe mellett. Az amerikaiak sietve visszaindulnak a hajóra, közben az első tiszt véletlenül felsérti a lábát. Towers kitérőt tesz San Francisco felé, ahonnan legénységének többsége származik. Periszkópon át látják az összeomlott Golden Gate hídat és az elpusztult, part menti lakónegyedeket. Egy tengerész megszökik a hajóról, hogy otthonában halhasson meg.
Az emberiség utolsó reménye is elveszett. A tengeralattjáró visszatér Melbourne-be. A sérült első tiszt rosszul lesz, sugárfertőzött anyag jutott a vérébe. Towers ott marad vele a kórházban, de a beteg állapota gyorsan rosszabbodik. Kérésére Towers beadja neki az eutanázia-injekciót, hogy a haláltusa szenvedésétől megmentse. A kapitány visszatér szerelméhez, Moirához. A lakosság ráébred a halál elkerülhetetlen közeledésére, a városokban kezd összeomlani a rend. Az emberek egy része alkoholizálásba vagy esztelen rombolásba fog. Mások sorban állnak a kormány által kiosztotta „eutanázia-injekciókért”, és a békés, közös halált választják, szeretteik körében. Peter és Mary Holmes kislánya, Jenny is megbetegszik sugárbetegségben. Az ifjú szülők meghozzák a szörnyű döntést, beadják a kislánynak is, önmaguknak is a gyors halált hozó szert. Szerelmük napfényes emlékeit felidézve, együtt halnak meg.
Osborne beül piros Ferrarijába, nekiindul a Phillip Island Grand Prix Circuit versenypályának. Felgyorsít, egy hajtűkanyarban kihajt a pályáról és szörnyethal. Towers kapitány és Moira Davidson egymásra találnak, és együtt akarják tölteni utolsó napjaikat. A Charleston legénységén megjelennek a sugárbetegség tünetei. Arra kérik a kapitányt, még utoljára vigye őket haza szülővárosukba, San Franciscóba. Towers tudja, hogy ezt az utat már nem élheti túl egyikük sem, mégis úgy tűnik, embereit választja. Könnyes búcsút vesz Moirától. A magányos nő egy part menti szikláról néz a lassan távolodó Charleston után. Éppen készül bevenni saját eutanázia-tablettáját, amikor Towers kapitány mégis megjelenik és a szerelmesek együtt tölthetik kevés hátralévő idejüket.

## Főbb szereplők
| Szerep                               | Színész                         | Magyar hangja (1. szinkron) |
| ------------------------------------ | ------------------------------- | --------------------------- |
| Dwight Lionel Towers parancsnok      | Armand Assante                  | Vass Gábor                  |
| Moira Davidson                       | Rachel Ward                     | Andresz Kati                |
| Dr. Julian Osborne fizikus           | Bryan Brown                     | Dunai Tamás                 |
| Peter Holmes hadnagy                 | Grant Bowler                    | Csankó Zoltán               |
| Mary Davidson-Holmes, Peter felesége | Jacqueline McKenzie             | Szénási Kata                |
| Jenny Holmes, Mary és Peter kislánya | Allison Webber / Tieghan Webber | N/A                         |
| Neil Hirsch elsőtiszt                | Steve Bastoni                   | N/A                         |
| Wawrzeniak tengerész                 | David Ross Paterson             | N/A                         |
| Bobby Swain szonár-lokátoros         | Kevin Copeland                  | N/A                         |
| Giles rádiós tiszt                   | Todd MacDonald                  | N/A                         |

További magyar hangok: Csifó Dorina, Csuja Imre, Haás Vander Péter, Laklóth Aladár, Rosta Sándor, Sótonyi Gábor, Szokolay Ottó

## Alapmű és filmelőzmény

### Alapmű
Nevil Shute angol író, egykori repülőmérnök, aki 1950 óta Ausztráliában, Melbourne közelében élt, 1957-ben adta ki On the Beach című apokaliptikus regényét, mely magyarul 1991-ben jelent meg Az utolsó part címmel, Gálvölgyi Judit fordításában.

### Filmtörténeti előzmény
1959: Az utolsó part (On the Beach), ausztrál–amerikai tévéfilm, rendezte Russell Mulcahy, főszereplők Armand Assante, Rachel Ward, Bryan Brown és Jacqueline McKenzie. Az 1959-es film Nevil Shute író eredeti regényének visszafogott, lírai stílusát követi. A 2000-es tévéfilm látványos kalandfilmes elemekkel, speciális effektusokkal teszi mozgalmasabbá a sztorit, hosszabb időtartama lehetővé teszi az emberi drámák részletesebb kifejtését is. Mindkét film meséje a film bemutatójához képest néhány évvel későbbi jövőben játszódik: az 1959-es film 1964-be, a 2000-es film 2006-ba helyezi a cselekményt.

### Eltérések
A 2000-es film alkotói több helyen is eltértek a regénytől és az első, 1959-es filmtől is. A regényben és az első filmben leírt morzekód itt (a technológiai változásokat követve) egy napelemmel működő laptop által továbbított digitális tévéadássá változott. Az 1959-es film semmit sem mutat az válság és az atomháború szörnyűségeiből, a 2000-es film a globális média sokkoló riportjait felhasználva érzékelteti az eszkalációt. Az 1959-es filmben az ausztrál lakosság higgadtan, az elfogadott illemszabályokat betartva fogadja a radioaktív halál közeledését, a 2000-es film drámai képekkel érzékelteti a katasztrófa peremére érkező társadalom szétesését.
A legnagyobb eltérés a könyv és az 1959-es film meséjétől a bejezés megváltoztatása. Eredetileg Towers kapitány elhagyja Moirát, és embereivel marad, hogy hazavezesse őket az Egyesült Államokba meghalni (az 1959-es film lezárása), ill. a gyógyíthatatlan betegekkel teli hajót elsüllyessze a Csendes-óceánon (az eredeti regény befejezése). Mulcahy filmjében a parancsnok engedélyt szerez a halálba induló legénységétől, hogy visszatérhessen frissen megtalált szerelméhez, és vele együtt haljon meg (bár halálukat a film már nem mutatja). AZ 1959-es film a halott Melbourne néma utcáinak képével zárul, ilyen „post mortem” jelenet a 2000-es filmbe nem került be.
A 2000-es filmet Walt Whitman „On The Beach at Night” című költeményének néhány sora zárja, amely leírja, hogy Massachusetts-ben, az éjszakai tengerparton állva a költő kisfiát milyen rémülettel töltötte el egy közeledő felhőfront látványa, amely sorra, egymás után kioltotta a csillagokat. Shute eredeti regénye csak mellékesen utal Whitman költeményére, ezért nincs eldöntve, hogy a regény és a filmek eredeti angol címe („On the Beach”) ebből a versből származik, vagy a Brit Királyi Haditengerészetnél elterjedten használt kifejezésből („on the beach” = szolgálati nyugállományba vonulás).

## Elismerések, díjak
A film 2001-ben két Golden Globe-jelölést kapott. A filmet jelölték a Legjobb minisorozatnak (stb.) járó Golden Globe-díjra. Moira Davidson alakításáért Rachel Wardot jelölték a a legjobb női főszereplőnek járó Golden Globe-díjra.

## Érdekességek
A filmben Moira Davidsont játszó Rachel Ward angol színésznő, és az ex-férjét, Julian Osborne-t játszó Bryan Brown ausztrál színész a való életben egymás házastársai (1983 óta).

## További információ
- Veszélyes jövő a PORT.hu-n (magyarul)
- Veszélyes jövő az Internetes Szinkronadatbázisban (magyarul)
- Veszélyes jövő az Internet Movie Database-ben (angolul)
- Veszélyes jövő a Rotten Tomatoeson (angolul)
- Veszélyes jövő a Box Office Mojón (angolul)
- USS Charleston, dernière chance pour l'humanité (francia nyelven). AlloCiné.fr
- USS Charleston - Die letzte Hoffnung der Menschheit 1. + 2. Teil (német nyelven). Filmdienst.de
- Veszélyes jövő (2000) (magyar nyelven). TMDB (The MovieWeb Adatbázis)
- Veszélyes jövő (2000) (magyar nyelven). MAFAB.hu